# 1898 год в кино

## События
- Бирт Акрес изобретает первый любительский формат плёнки — 17,5 мм (Birtac) разделив 35 мм плёнку.
- Джеймс Стюарт Блэктон и Альберт Э. Смит (англ. Albert E. Smith) сняли первый мультипликационный кукольный фильм «Цирк лилипутов». В фильме использовались деревянные игрушки.
- Публицист и фотограф Болеслав Матушевский (пол. Bolesław Matuszewski) издал в Париже первую брошюру по теории кинематографа «Une nouvelle source de l’histoire».
- Режиссёр Александр Мишон демонстрирует первые фильмы, снятые в Российской империи.
- Режиссёр Болеслав Матушевский (пол. Bolesław Matuszewski) демонстрирует первые польские фильмы.

## Фильмы

### Российская империя
- «Нефтяной фонтан на промысле Балаханы» (реж. Александр Мишон)
- «Balaxanı-Sabunçu polis idarəsi süvari qorodovoyların at oynatmaları» (реж. Александр Мишон)
- «Пожар на Биби-Эйбате» (реж. Александр Мишон)
- «Проводы Его Высочества Эмира Бухарского на пароход „Вел. кн. Алексей“» (реж. Александр Мишон)
- «Попался» (реж. Александр Мишон)
- «Кавказский танец[англ.]» (реж. Александр Мишон)
- «Утро на Базарной улице» (реж. Александр Мишон)
- «Пароход общества „Кавказ и Меркурий“ отправляется в плавание» (реж. Александр Мишон)
- «Поезд прибывает на железнодорожную станцию[англ.]» (реж. Александр Мишон)
- «Народное гуляние в городском сквере» (реж. Александр Мишон)

### Польша
- «Кадры с операций в парижских госпиталях» (пол. Zdjecia operacji w szpitalach Paryza) (реж. Болеслав Матушевский[пол.])
- «Конные гонки на Мокотовском поле» (пол. Wyscigi konne na Polu Mokotowskim) (реж. Болеслав Матушевский[пол.])
- «Сценки из Парижа» (пол. Sceny wydarzen w Paryzu) (реж. Болеслав Матушевский[пол.])

### Другие страны
- «Близорукий школьный учитель» (англ. The Nearsighted School Teacher), США (реж. ?, American Mutoscope Company).
- «Волшебник» (фр. Le magicien), Франция (реж. Жорж Мельес).
- «Гибель Фауста» (фр. La damnation de Faust), Франция (реж. Жорж Мельес).
- «Золушка» (англ. Cinderella), Великобритания (реж. Джордж Смит).
- «Игра с мячом» (англ. The Ball Game), США (реж. Уильям Хейз (англ. William Heise)).
- «Кавалерский сон» (англ. The Cavalier's Dream), США (реж. Эдвин Портер).
- «Корсиканские братья» (англ. The Corsican Brothers), Великобритания (реж. Джордж Смит).
- «Одна голова хорошо, а четыре лучше» (фр. Un homme de têtes), Франция (реж. Жорж Мельес).
- «Пигмалион и Галатея» (фр. Pygmalion et Galathée), Франция (реж. Жорж Мельес).
- «Повешение» (англ. An Execution by Hanging), США (реж. ?, American Mutoscope Company).
- «Полицейский, повариха и медный котёл» (англ. The Policeman, the Cook and the Copper), Великобритания (реж. Джордж Смит).
- «Пошли скорее, давай!» (англ. Come Along Do!), Великобритания (реж. Уильям Поль).
- «Приключения Вильгельма Телля» (фр. Les Aventures de Guillaume Tell), Франция (реж. Жорж Мельес).
- «Санта-Клаус» (англ. Santa-Claus), Великобритания (реж. Джордж Смит).
- «Сдача генерала Торала» (англ. Surrender of General Toral), США (реж. Джеймс Х. Уайт (англ. James H. White)).
- «Сон астронома» (фр. La lune à un mètre), Франция (реж. Жорж Мельес).
- «Стрижка клоуна» (англ. The Clown Barber), Великобритания (реж. Джеймс Уильямсон).
- «Фауст и Мефистофель» (англ. Faust and Mephistopheles), Великобритания (реж. Джордж Смит).
- «Фотография призрака» (англ. Photographing a Ghost), Великобритания (реж. Джордж Смит).

## Родились
- 13 января — Василий Ванин, советский актёр театра и кино (умер в 1951 году).
- 22 января — Дэниз Легеа (англ. Denise Legeay), французская актриса (умерла в 1968 году).
- 23 января — Сергей Эйзенштейн, советский режиссёр театра и кино, сценарист, теоретик искусства (умер в 1948 году).
- 6 февраля — Алла Тарасова, советская российская актриса театра и кино, педагог. Народная артистка СССР. (умерла в 1973 году)
- 19 февраля — Вацлав Вассерман, чешский актёр, сценарист, режиссёр (умер в 1967 году).
- 27 марта — Альма Телл, американская актриса (умерла в 1934 году).
- 24 апреля — Анатолий Кторов, советский актёр театра и кино (умер в 1980 году).
- 26 апреля — Джон Грирсон, британский режиссёр-документалист (умер в 1972).
- 16 мая — Кэндзи Мидзогути, японский сценарист и режиссёр (умер в 1956 году).
- 10 июля — Рени Бьёрлинг (швед. Renée Björling), шведская актриса (умерла в 1975 году).
- 23 июля — Бенгт Дьярберг (швед. Bengt Djurberg), шведский актёр (умер в 1941 году).
- 30 августа — Ширли Бут, американская актриса (умерла в 1992 году).
- 14 сентября — Хэл Уоллис, американский кинопродюсер (умер в 1986 году).
- 23 сентября — Ядвига Смосарская, польская актриса (умерла в 1971 году).
- 3 октября — Лео Маккэри, американский режиссёр (умер в 1969 году).
- 13 октября — Дайскэ Ито, японский режиссёр и сценарист (умер в 1981 году).
- 10 ноября — Анна Коломийцева, советская актриса театра и кино (умерла в 1976 году)
- 20 декабря — Айрин Данн, американская актриса (умерла в 1990 году).
- 25 декабря — Лепко Владимир, советский комик (умер в 1963 году).